# Ponteceso
Ponteceso è un comune spagnolo di 6 065 abitanti situato nella comunità autonoma della Galizia.
Fino alla fine del XIX secolo si è chiamato Bugalleira. Ponteceso riprende il toponimo romano derivato dal ponte (ponte caesa cioè "ponte interrotto") che univa le attuali località di Cabana de Bergantiños e Ponteceso.